# Петр Шевчик
Петр Шевчик (чеш. Petr Ševčík; 4. мај 1994) чешки је професионални фудбалер који тренутно наступа на позицији централног везног за Славију Праг и репрезентацију Чешке.
Каријеру је почео 2019. у Сигми Оломоуц, а већ прве сезоне послат је на позајмицу у Опаву. Послије једне сезоне, вратио се у Сигму, за коју је одиграо 12 утакмица, а 2016. је прешао Слован Либерец. У Словану је остао три године, а 2019. је прешао у Славију Праг.
Прошао је све млађе селекција у репрезентацији, а за сениорску репрезентацију Чешке дебитовао је 2019. након чега је играо на Европском првенству 2020.

## Клупска каријера

### Сигма Оломоуц
Каријеру је почео у младом тиму Јесењик, а 2014. прешао је у Сигму Оломоуц. Први дио сезоне провео је у другом тиму, а затим је послат на позајмицу у Опаву. У клуб се вратио на почетку сезоне 2015/16. Дебитовао је у поразу од Прибрама 3:0; ушао је у игру у 66 минуту. Први гол постигао је у побједи од 6:2 против Бањик Остраве, када је дао гол за вођство од 2:1, а затим је дао и аутогол за 2:2. Недељу дана касније, постигао је гол у поразу 2:1 од Слована из Либереца, у 24 колу Прве лиге Чешке. Сезону је завршио са одиграних 12 утакмица и два постигнута гола.

### Слован Либерец
На љето 2016, прешао је у Слован Либерец. За клуб је дебитовао 28. јула, у побједи од 2:1 против Адмире Вакер у квалификацијама за Лигу Европе. Три дана касније, дебитовао је за клуб у првенству, у поразу 3:0 од Младе Болеслав. Први гол постигао је у поразу кући 3:1 од Фјорентине, у трећем колу групне фазе Лиге Европе. Сезону је завршио са одигране 22 утакмице у првенству, без постигнутог гола.
Први гол за клуб у првенству, постигао је 26. маја 2018, у поразу 3:1 од Фастав Злина. Сезону 2017/18. завршио је са 20 одиграних утакмица и једним постигнутим голом.
Први гол у сезони 2018/19. постигао је у ремију 2:2 против Теплица у трећем колу. У 18 колу, последњем у првом дијелу сезоне, добио је црвени картон у поразу 2:1 од Опаве, што му је била последња утакмица за клуб.

### Славија Праг
У јануару 2019, прешао је у Славију Праг. За клуб је дебитовао 9. фебруара, у побједи од 2:0 против Теплица. На дан 18. априла, постигао је два гола, уз асистенцију Томашу Соучеку, у поразу 4:3 од Челсија у реванш утакмици четвртфинала Лиге Европе, што су били његови први голови за клуб. Његов други гол је касније изабран за гол године у Чешкој. У првенству, одиграо је пет утакмица и освојио је титулу са Славијом, а затим је освојио и Суперкуп Чехословачке, у којем је Славија побиједила првака Словачке — Спартак Трнаву 3:0.
У сезони 2019/20. први гол у првенству постигао је у побједи од 4:0 против Бањик Остраве у 15 колу, док је у 16 колу постигао гол за побједу од 3:0 против Теплица. На дан 6. децембра, постигао је гол у побједи од 3:0 на гостовању против бившег клуба — Слован Либереца. У 25 колу, постигао је гол главом за побједу од 1:0 на гостовању против Младе Болеслав. У плеј офу за титулу, постигао је гол за побједу од 1:0 против Викторије Плзењ, на асистенцију Лукаша Масопуста. Постигао је гол и у трећем колу плеј офа, у побједи од 4:0 против Јаблонеца и освојио је титулу са Славијом другу годину заредом.
У сезони 2020/21. постигао је један гол, у побједи од 3:0 против Сигме Оломоуц у четвртфиналу Купа, а са клубом, освојио је трећу титулу првака заредом, као и Куп Чешке.

## Репрезентативна каријера
Играо је за све млађе селекција репрезентације, а за сениорску репрезентацију Чешке дебитовао је 14. новембра 2019. у побједи од 2:1 против Косова у квалификацијама за Европско првенство 2020, када је ушао у игру у 76 минуту умјесто Масопуста. Играо је и три дана касније, у поразу од Бугарске 1:0 у квалификацијама; почео је утакмицу, а изашао је из игре у 65 минуту и умјесто њега је ушао Масопуст.
На дан 27. маја 2021. нашао се у тиму за Европско првенство 2020, које је због пандемије ковида 19 помјерено за 2021. На дан 4. јуна играо је у поразу 4:0 од Италије у пријатељској утакмици, када је поново ушао у игру умјесто Масопуста. На првенству, улазио је са клупе у другом полувремену у групној фази, а Чешка је у првом колу групе Д побиједила Шкотску 2:0, са два гола Патрика Шика, док је у другом колу ремизирала 1:1 против Хрватске. У трећем колу изгубила је 1:0 од Енглеске и прошла је даље са трећег мјеста. У осмини финала, први пут је био стартер, играо је до 85 минута, када је умјесто њега ушао Адам Хложек, а Чешка је побиједила Холандију 2:0. У четвртфиналу, изашао је из игре у 79. минуту, умјесто њега је ушао Владимир Дарида, а Чешка је изгубила 2:1 од Данске.

## Статистика каријере

### Клубови
Ажурирано након утакмице игране 20. маја 2021.
| Клуб              | Сезона            | Лига              | Лига  | Лига | Куп   | Куп  | Континентално | Континентално | Остало | Остало | Укупно | Укупно |
| Клуб              | Сезона            | Лига              | Утак. | Гол. | Утак. | Гол. | Утак.         | Гол.          | Утак.  | Гол.   | Утак.  | Гол.   |
| ----------------- | ----------------- | ----------------- | ----- | ---- | ----- | ---- | ------------- | ------------- | ------ | ------ | ------ | ------ |
| Сигма Оломоуц     | 2013/14.          | Прва лига Чешке   | 1     | 0    | —     | —    | —             | —             | —      | —      | 1      | 0      |
| Сигма Оломоуц     | 2014/15.          | Друга лига Чешке  | 1     | 0    | —     | —    | —             | —             | —      | —      | 1      | 0      |
| Сигма Оломоуц     | 2015/16.          | Прва лига Чешке   | 12    | 2    | 2     | 0    | —             | —             | —      | —      | 14     | 2      |
| Сигма Оломоуц     | Укупно            | Укупно            | 14    | 2    | 2     | 0    | —             | —             | —      | —      | 16     | 2      |
| Опава (позајмица) | 2014/15.          | Друга лига Чешке  | 13    | 4    | 1     | 0    | —             | —             | —      | —      | 14     | 4      |
| Опава (позајмица) | Укупно            | Укупно            | 13    | 4    | 1     | 0    | —             | —             | —      | —      | 14     | 4      |
| Слован Либерец    | 2016/17.          | Прва лига Чешке   | 22    | 0    | 3     | 0    | 6             | 1             | —      | —      | 31     | 1      |
| Слован Либерец    | 2017/18.          | Прва лига Чешке   | 20    | 1    | 2     | 0    | —             | —             | —      | —      | 22     | 1      |
| Слован Либерец    | 2018/19.          | Прва лига Чешке   | 17    | 1    | 2     | 2    | —             | —             | —      | —      | 19     | 3      |
| Слован Либерец    | Укупно            | Укупно            | 59    | 2    | 7     | 2    | 6             | 1             | —      | —      | 72     | 5      |
| Славија Праг      | 2018/19.          | Прва лига Чешке   | 5     | 0    | 1     | 0    | 3             | 2             | —      | —      | 9      | 2      |
| Славија Праг      | 2019/20.          | Прва лига Чешке   | 24    | 6    | 1     | 0    | 5             | 0             | 1      | 0      | 31     | 6      |
| Славија Праг      | 2020/21.          | Прва лига Чешке   | 15    | 0    | 4     | 1    | 10            | 0             | —      | —      | 29     | 1      |
| Славија Праг      | Укупно            | Укупно            | 44    | 6    | 6     | 1    | 18            | 2             | 1      | 0      | 69     | 9      |
| Укупно у каријери | Укупно у каријери | Укупно у каријери | 130   | 14   | 16    | 3    | 24            | 3             | 1      | 0      | 171    | 20     |

### Репрезентација
Ажурирано након утакмице игране 3. јула 2021.
| Репрезентација | Година | Наступи | Голови |
| -------------- | ------ | ------- | ------ |
| Чешка          |        |         |        |
| 2019.          | 2      | 0       |        |
| 2020.          | 4      | 0       |        |
| 2021.          | 6      | 0       |        |
| Укупно         | Укупно | 12      | 0      |

## Успјеси

### Клубови
Славија Праг
- Прва лига Чешке (3): 2018/19, 2019/20, 2020/21
- Куп Чешке (2): 2018/19, 2020/21

### Индивидуално
- Гол године Чешке: 2019